# Sturz cu piept roșu
Sturzul cu piept roșu (Turdus migratorius) este o specie de pasăre din familia Turdidae, genul Turdus. Este larg răspândit în America de Nord, iernând din sudul Canadei până în centrul Mexicului și de-a lungul coastei Pacificului.

## Taxonomie
Această specie a fost descrisă pentru prima dată în 1766 de Carl Linnaeus în cea de-a douăsprezecea ediție a lucrării sale Systema Naturae ca Turdus migratorius. Numele binomial provine din două cuvinte latine: turdus, „mierlă” și migratorius de la migrare „a migra”. 
Un studiu al genei mitocondriale a citocromului b indică faptul că sturzul cu piept roșu nu face parte din clada central/sud-americană a mierlelor din Turdus; în schimb, acesta prezintă asemănări genetice cu Turdus libonyanus și cu Turdus olivaceus, ambele fiind specii africane. Acest lucru este în contradicție cu un studiu ADN efectuat în 2007 asupra a 60 de specii de Turdus, care plasează cea mai apropiată rudă a sturzului cu piept roșu ca fiind Turdus rufitorques din America Centrală. Deși au un penaj diferit, cele două specii sunt similare în ceea ce privește vocalizarea și comportamentul. Dincolo de aceasta, se află într-un mic grup de patru specii cu distribuție în America Centrală, ceea ce sugerează că s-a răspândit recent spre nord, în America de Nord.
Sunt recunoscute șapte subspecii de sturz cu piept roșu. Aceste subspecii se intergradează între ele și sunt doar slab definite.
- Turdus migratorius migratorius
- Turdus migratorius nigrideus
- Turdus migratorius achrusterus
- Turdus migratorius caurinus
- Turdus migratorius propinquus
- Turdus migratorius confinis
- Turdus migratorius phillipsi

## Reproducere

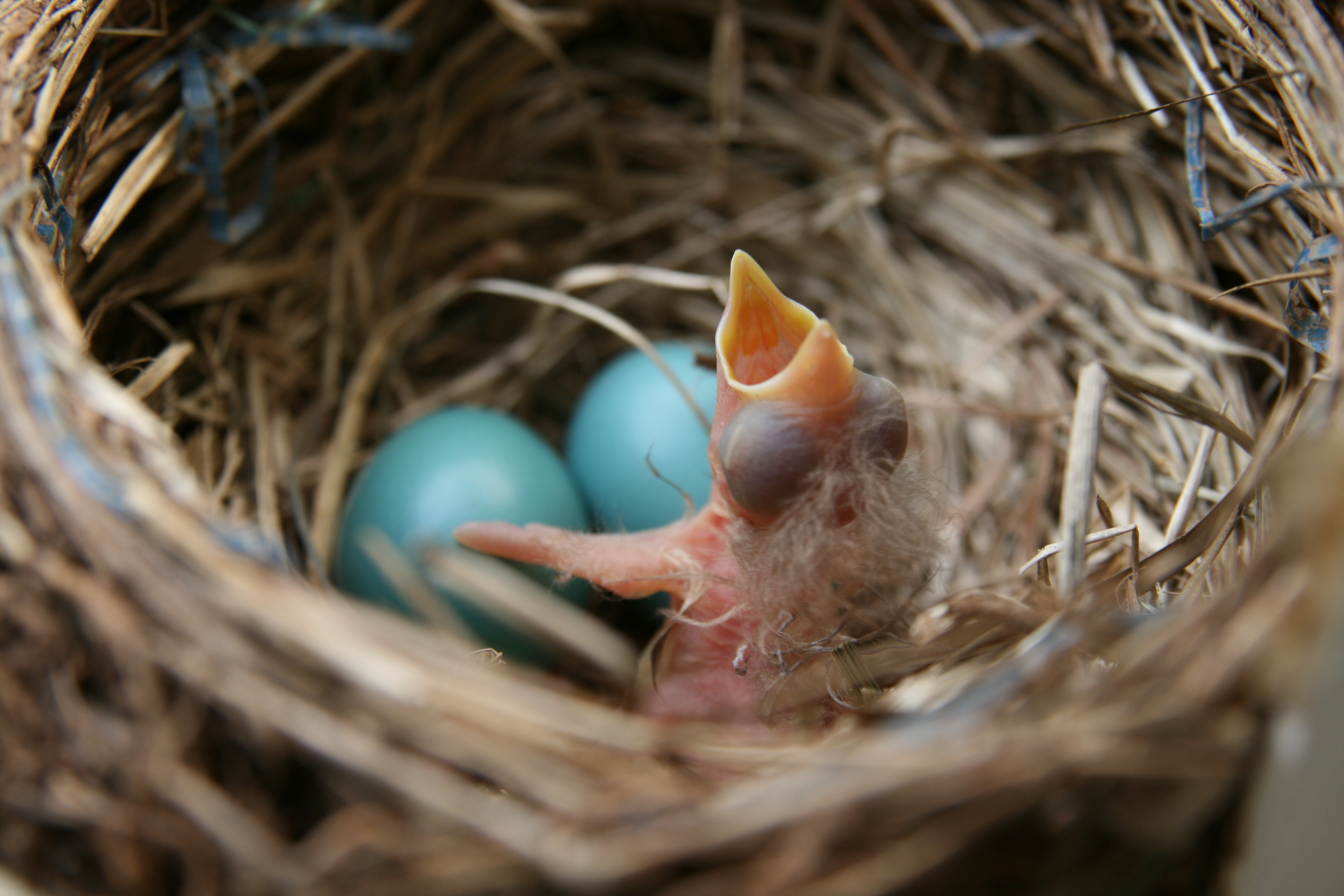
Pui nou eclozat printre ouă neeclozate

Sturzul cu piept roșu începe să se împerecheze la scurt timp după ce se întoarce în arealul său de vară. Este una dintre primele specii de păsări din America de Nord care depun ouă și, în mod normal, are două sau trei rânduri de pui pe sezon de reproducere, care durează din aprilie până în iulie. Cuibul este cel mai adesea situat la 1,5-4,5 m deasupra solului, într-un tufiș dens sau într-o bifurcație între două ramuri de copac și este construit doar de femelă. Fundația exterioară constă din iarbă lungă și grosieră, crengi, hârtie și pene. Aceasta este căptușită cu noroi și căptușită cu iarbă fină sau alte materiale moi. În zonele nordice, cuibul pentru primul rând de pui este amplasat, de obicei, într-un copac sau arbust cu frunze veșnic verzi, în timp ce puii ulteriori sunt crescuți în copaci cu frunze căzătoare. Specia nu se sfiește să cuibărească în apropierea locuințelor umane.
Un cuib este format din trei până la cinci ouă de culoare cyan și este incubat doar de femelă. Ouăle eclozează după 14 zile, iar puii părăsesc cuibul după alte două săptămâni. Puii alutriali sunt goi și au ochii închiși în primele câteva zile după eclozare. Puii sunt hrăniți cu râme, insecte și fructe de pădure. Toți puii părăsesc cuibul la două zile distanță unul de celălalt. Devin maturi sexual la vârsta de un an. Analizatorii de păsări au constatat că doar 25% dintre puii de sturz cu piept roșu supraviețuiesc primului an. Cea mai lungă durată de viață cunoscută a unui sturz cu piept roșu în sălbăticie este de 14 ani; durata medie de viață este de aproximativ doi ani.

## Galerie

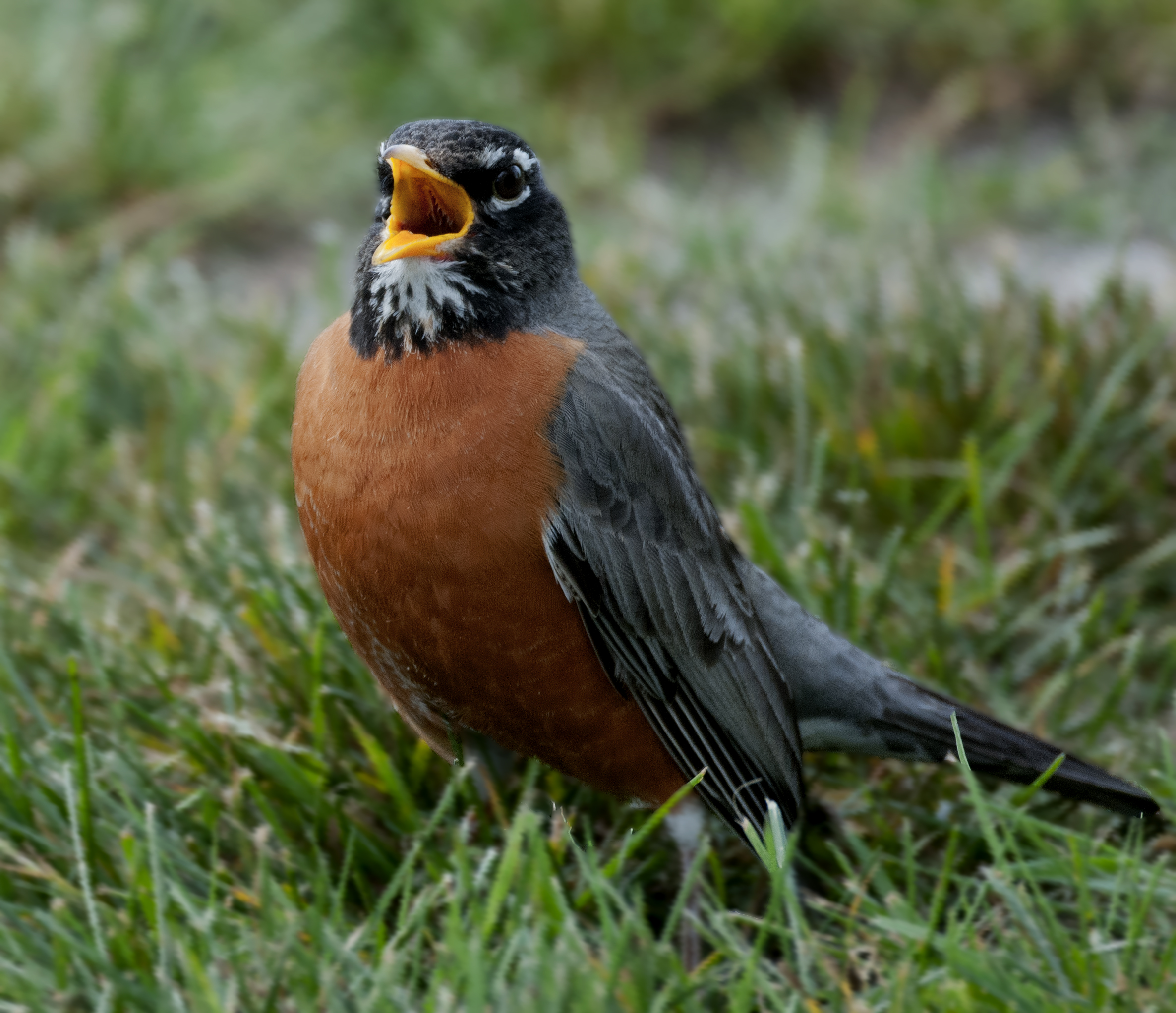
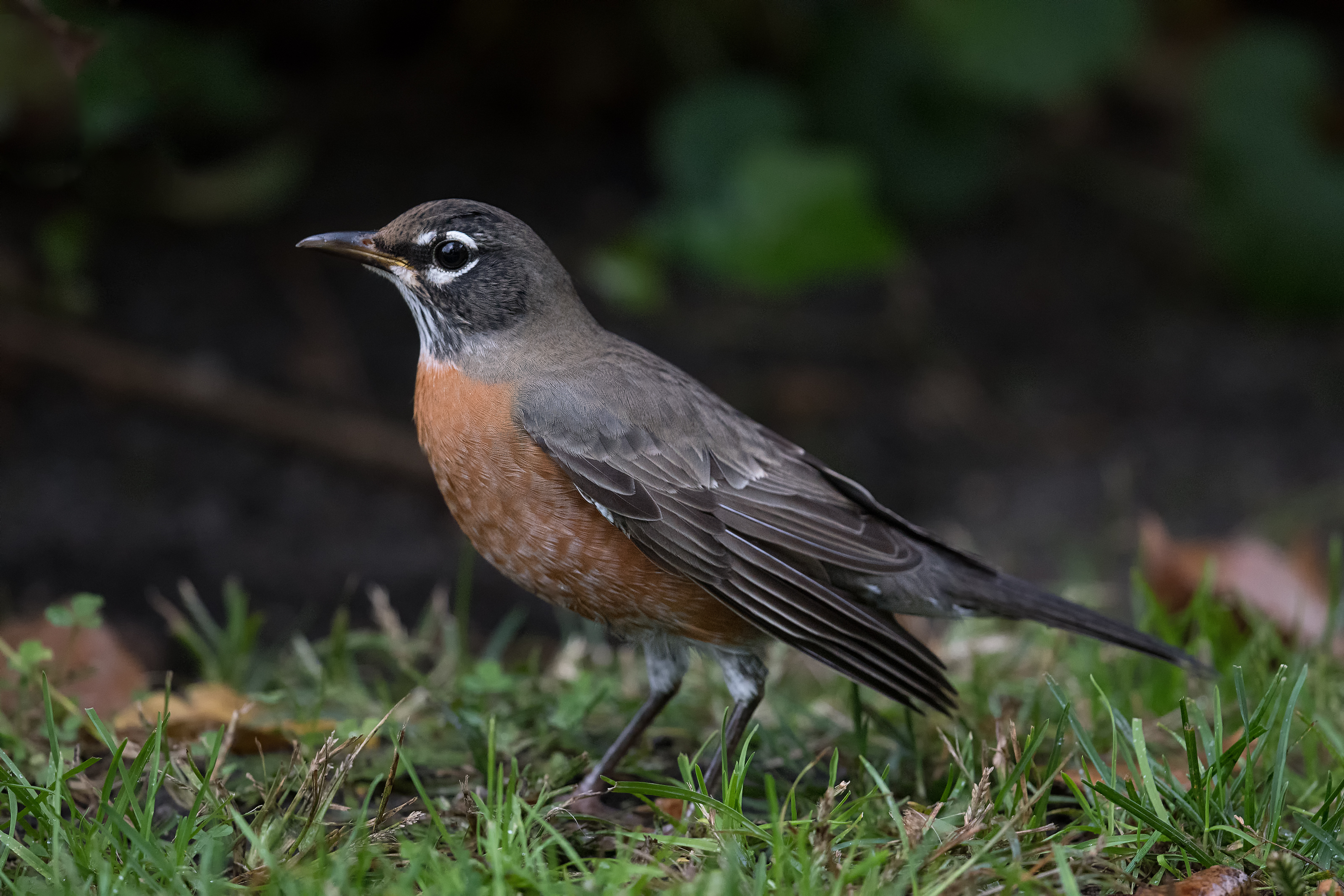
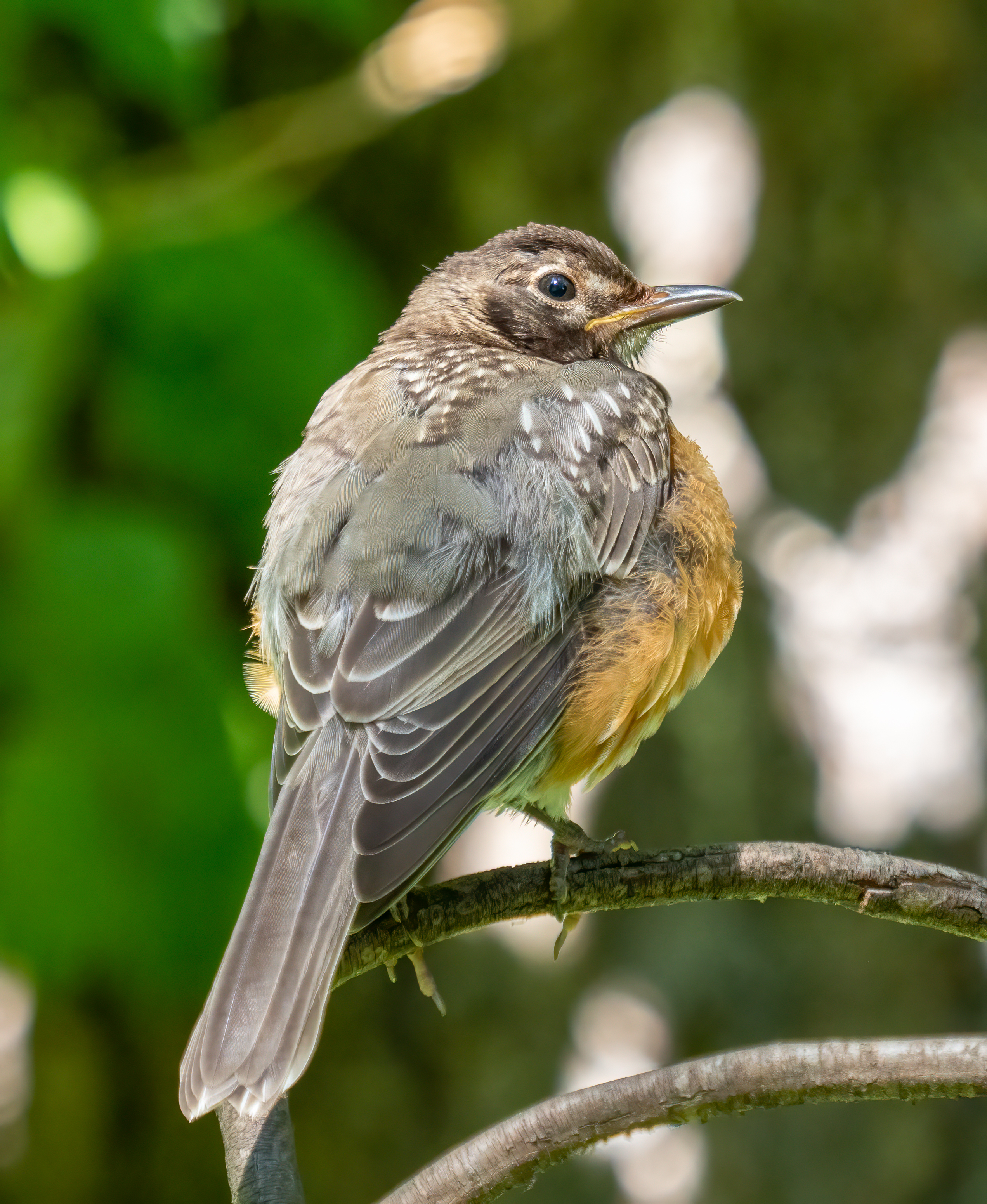
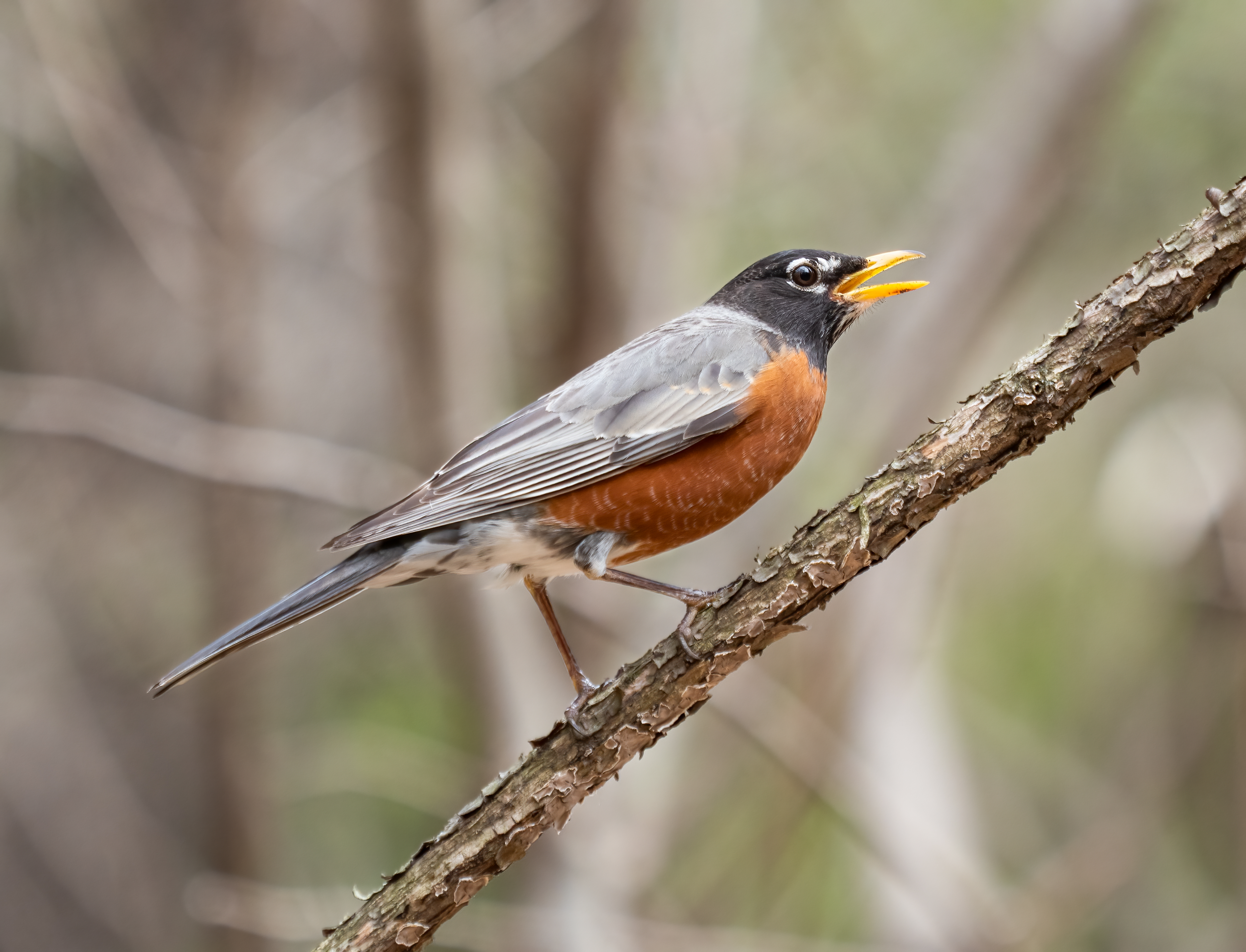
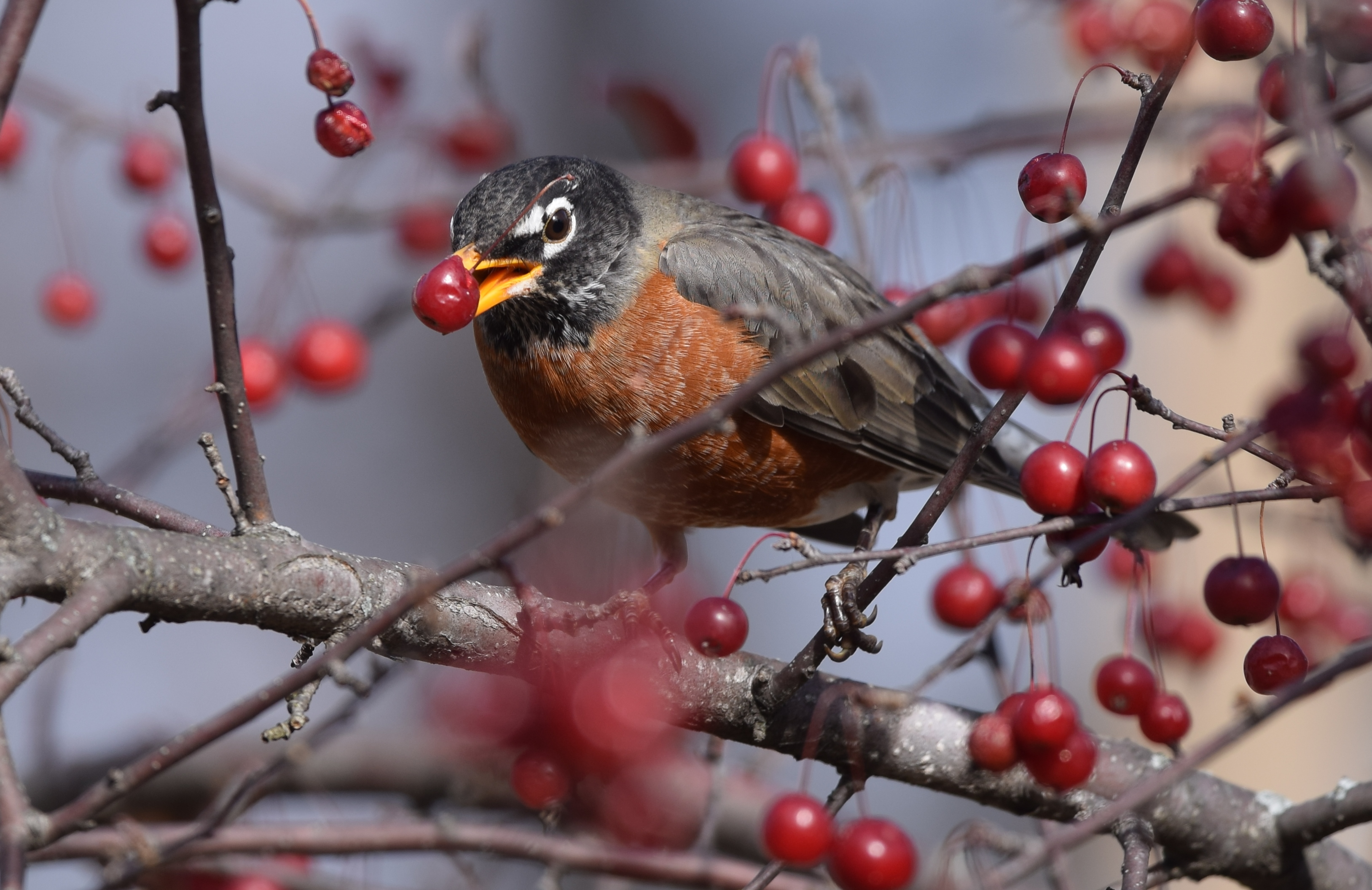
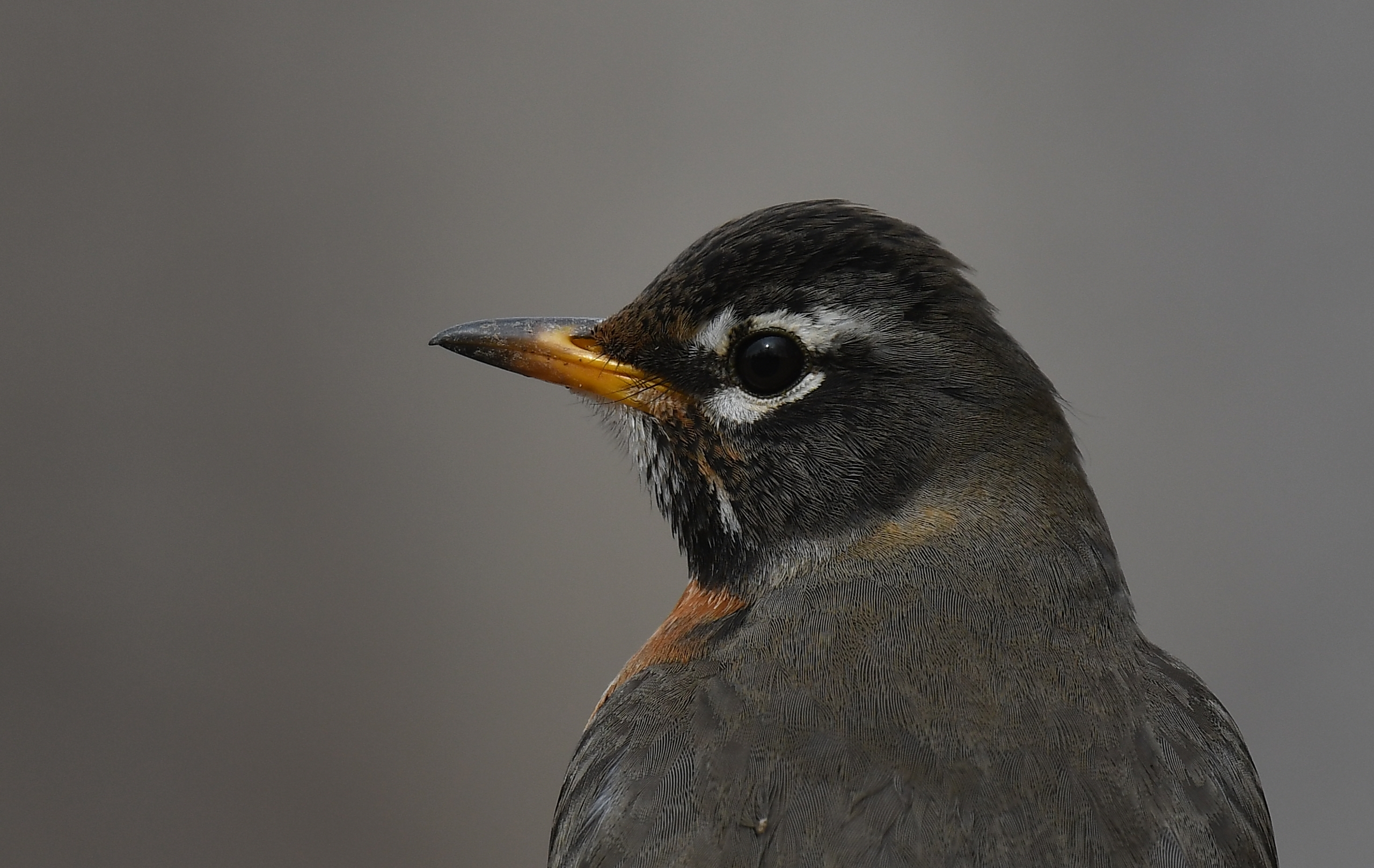
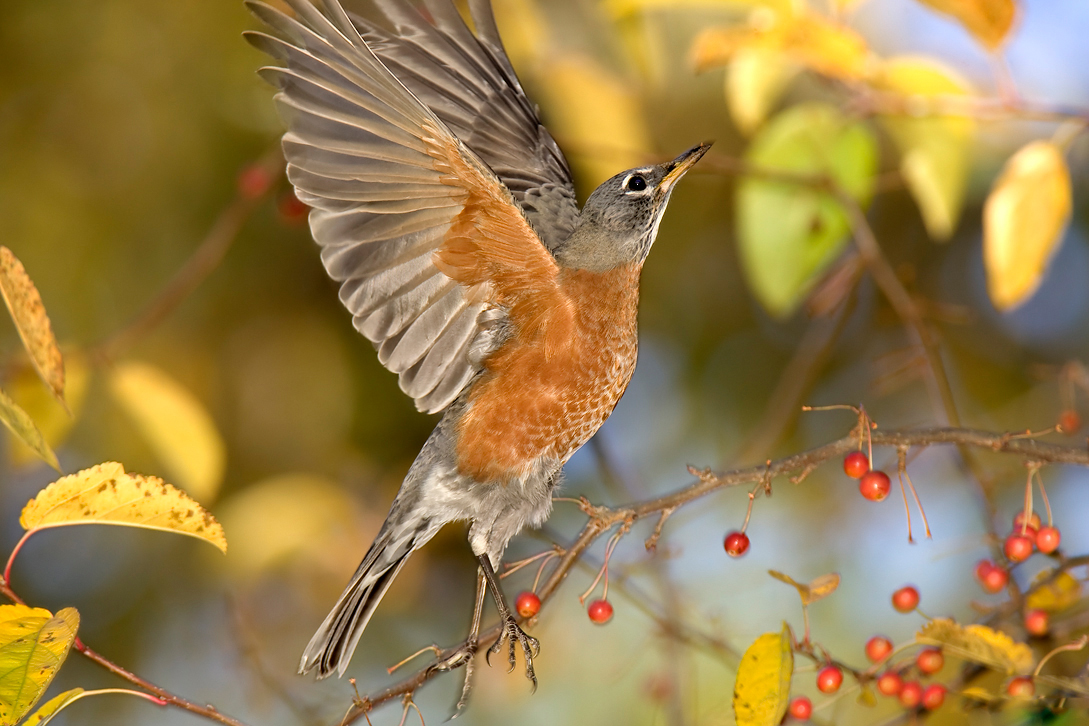